# Татарешты (Страшенский район)
Татарешты (рум. Tătăreşti, Тэтэрешть) — село в Страшенском районе Молдавии. Относится к сёлам, не образующим коммуну.

## География
Село расположено на высоте 126 метров над уровнем моря.

## Население
По данным переписи населения 2004 года, в селе Тэтэрешть проживает 1498 человек (720 мужчин, 778 женщин).
Этнический состав села:
| Национальность | Число жителей | Процентный состав |
| -------------- | ------------- | ----------------- |
| молдаване      | 1435          | 95.79             |
| румыны         | 45            | 3.0               |
| украинцы       | 8             | 0.53              |
| русские        | 7             | 0.47              |
| гагаузы        | 1             | 0.07              |
| прочие         | 2             | 0.13              |
| Всего          | 1498          | 100%              |